# دریاچه کهرفق
دریاچه کهرفق (انگلیسی: Kharfaq Lake) یک دریاچه در گلگت بلتستان کشور پاکستان است.